# Urotrygon chilensis
Urotrygon chilensis (лат.) — малоизученный вид рода Urotrygon семейства Urotrygonidae отряда хвостоколообразных. Обитает в субтропических водах юго-восточной и центрально-восточной части Тихого океана Встречается на глубине до 60 м. Максимальная зарегистрированная длина 41,9 см. Грудные плавники этих скатов образуют округлый диск, ширина которого превышает длину. Хвост оканчивается листовидным хвостовым плавником. В средней части хвостового стебля расположен ядовитый шип.. Не является объектом целевого лова.

## Таксономия
Впервые вид был научно описан в 1946 году. Вид назван по географической локализации обнаружения голотипа.

## Ареал
Urotrygon chilensis обитают у берегов Чили, Колумбии, Коста-Рики, Эквадора, Эль-Сальвадора, Гватемалы, Гондураса, Мексики, Никарагуа, Панамы и Перу. Эти донные рыбы встречаются на мелководье с мягким грунтом не глубже 60 м.

## Описание
Заострённое рыло образует тупой угол и выступает за края диска. Позади глаз расположены брызгальца. Брюшные плавники закруглены.

## Биология
Подобно прочим представителям семейства Urotrygonidae эти скаты размножаются яйцеживорождением. Рацион состоит из мелких ракообразных, моллюсков, полихет и костистых рыб.

## Взаимодействие с человеком
Эти скаты не являются объектом целевого лова. Вероятно, в качестве прилова они попадаются при коммерческом промысле. Данных для оценки Международным союзом охраны природы статуса сохранности вида недостаточно.